# Leptothorax oceanicus
Leptothorax oceanicus är en myrart som först beskrevs av Kuznetsov-ugamsky 1928.  Leptothorax oceanicus ingår i släktet smalmyror, och familjen myror. Inga underarter finns listade i Catalogue of Life.